# Moorish Castle
Het Moorish Castle is een kasteel in Gibraltar. Het is gebouwd in de 14e eeuw door de Meriniden van Marokko. In 1462 werd het veroverd door Castilië. Daarna, in 1704, werd het kasteel eigendom van het huis Habsburg. Toen Gibraltar in 1713 onderdeel van het Verenigd Koninkrijk werd, kwam het kasteel in Engelse handen.
Het Moorish Castle bestaat uit torens en muren, waarvan de "The Tower of Homage" en het "Gate House" het belangrijkst zijn. Het kasteel werd ook een tijd als gevangenis gebruikt.